# کن آکاماتسو
کن آکاماتسو (انگلیسی: Ken Akamatsu؛ زاده ۵ ژوئیهٔ ۱۹۶۸) یک مانگاکا اهل ژاپن است.